# Baucau
Pour les articles homonymes, voir Baucau (homonymie).
Baucau est une ville du Timor oriental et le chef-lieu de municipalité de Baucau. Elle est située sur le détroit de Wetar, à 97 km (122 km par la route) à l'est de Dili, la capitale. La population de Baucau s'élevait à 14 961 habitants en 2006.
À l'époque coloniale portugaise, Baucau s'appelait Vila Salazar, du nom du dictateur António de Oliveira Salazar.
Une grande partie des infrastructures de la ville et de ses environs ont été endommagées ou détruites lors des violences qui ont suivi le référendum sur l'indépendance en 1999.  La vieille ville de Baucau possède néanmoins encore des vestiges de l'époque coloniale portugaises. L'une de ces constructions est la Pousada de Baucau, un hôtel dont le restaurant offre une vue sur la mer et qui possède une piscine.
Les magasins, les restaurants et l'imposant marché municipal sont en activité, mais le chômage est très élevé, surtout parmi les jeunes. Il y a quelques expériences qui ont transformé d'anciennes entreprises axées sur la guerre dans la petite mécanique et une association de petites entreprises a démarré dans les secteurs de l'hygiène et de la santé, de la production et la transformation de produits alimentaires, du transport, du commerce de détail et du tourisme. Baucau possède un hôpital et une école d'infirmières.

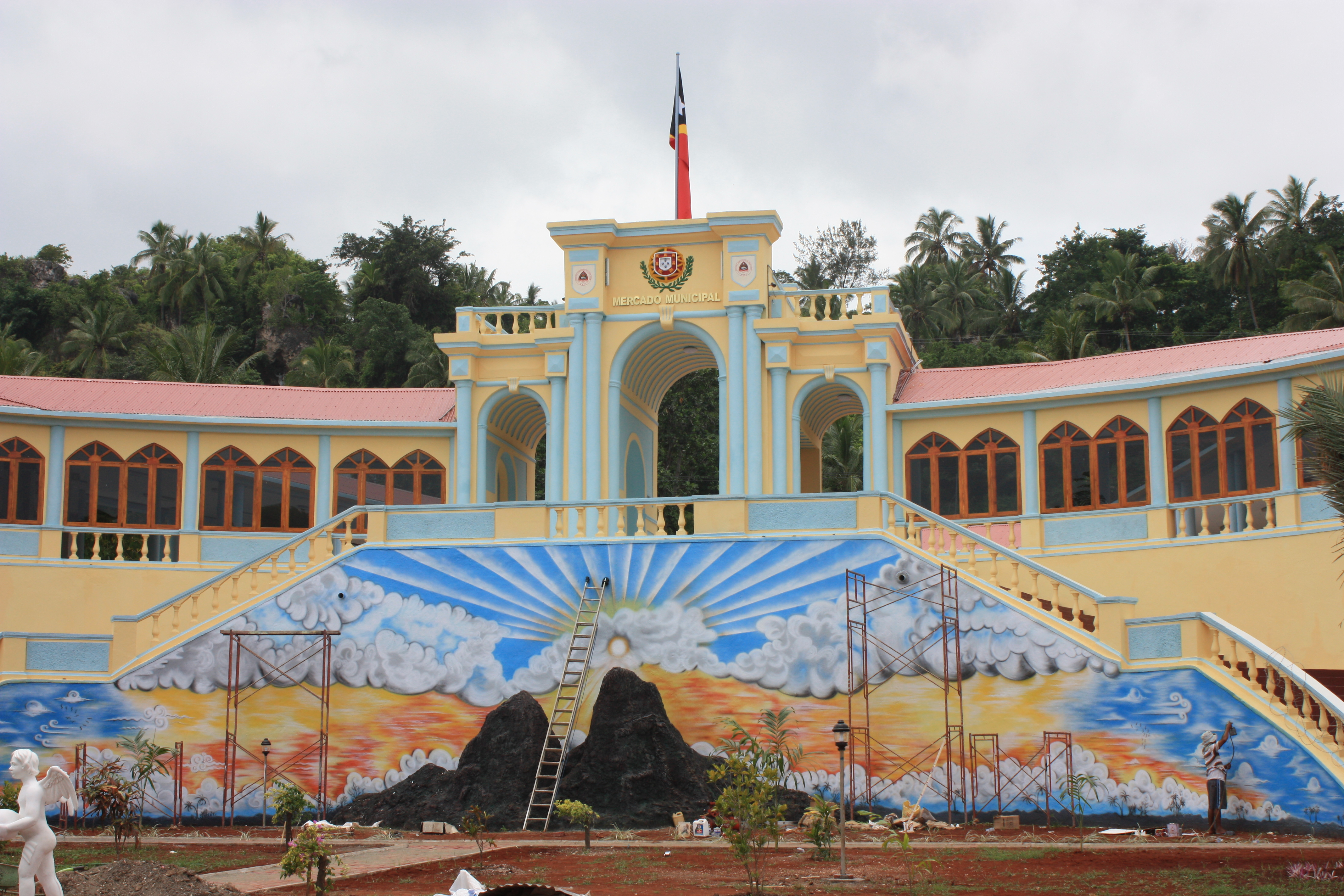
Le vieux marché de Baucau

## Religion
Baucau est le deuxième des trois évêchés de Timor Leste, fondé en 1996 par séparation de celui de Dili.

## Transport

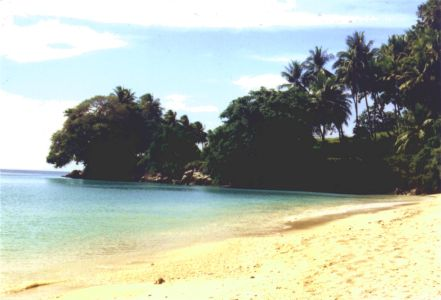
Plage de Baucau.

L'aéroport de Baucau (code AITA: BCH), encore appelé « Lanud » par la population locale (abréviation de pangkalan udara — « base aérienne » en indonésien —, possède la plus longue piste de Timor Leste, de 2 509 m (celle de l'aéroport international de Dili, longue de 1 849 m, ne peut recevoir d'appareil plus grand que le Boeing 737). L'aéroport de Baucau était le principal du pays jusqu'à l'invasion indonésienne du Timor oriental en 1975, à la suite de laquelle il avait été occupé par l'armée indonésienne.